# Odontomachus laticeps
Odontomachus laticeps är en myrart som beskrevs av Julius Roger 1861. Odontomachus laticeps ingår i släktet Odontomachus och familjen myror. Inga underarter finns listade i Catalogue of Life.